# Podkraj (Travnik)
Pour les articles homonymes, voir Podkraj et Potkraj.
Podkraj (en cyrillique : Подкрај) est un village de Bosnie-Herzégovine. Il est situé dans la municipalité de Travnik, dans le canton de Bosnie centrale et dans la fédération de Bosnie-et-Herzégovine. Selon les premiers résultats du recensement bosnien de 2013, il compte 575 habitants.

## Démographie

### Évolution historique de la population dans la localité
| 1948 | 1953 | 1961 | 1971 | 1981 | 1991 | 2013 |
| ---- | ---- | ---- | ---- | ---- | ---- | ---- |
| -    | -    | 499  | 571  | 483  | 462  | 575  |

|  |

### Communauté locale
En 1991, la communauté locale de Podkraj comptait 2 024 habitants, répartis de la manière suivante :